# Caballion
Caballion, född 29 april 2006 i Frövi i Örebro län, är en svensk varmblodig travhäst. Han tränades under större delen av karriären av Solvalla-tränaren Henrik Larsson (2009–2013) och kördes av Fredrik B. Larsson. Säsongen 2014 tränades han av Franck Leblanc i Frankrike.
Caballion tävlade åren 2009–2014 och sprang in 4,7 miljoner kronor på 70 starter varav 20 segrar. Han är Kesaco Phedos vinstrikaste avkomma. Bland hans främsta meriter räknas segrarna i Klass II-final (2010), Bronsdivisionens final (2010), Berth Johanssons Memorial (2011), Sommartravets final (2011), Prix Emile Beziere (2011), Silverdivisionens final (2011), andraplatserna i Svenskt Mästerskap (2012), C.L. Müllers Memorial (2012) och en tredjeplats i Hugo Åbergs Memorial (2012).
Han deltog i Elitloppet på Solvalla upplagorna 2012 och 2014, men galopperade bort sina möjligheter i försöket vid båda tillfällena och tog sig därmed inte vidare till final.